# Lijst van voetbalinterlands Benin - Senegal
Deze lijst van voetbalinterlands is een overzicht van alle officiële voetbalwedstrijden tussen de nationale teams van Benin en Senegal. De West-Afrikaanse landen speelden tot op heden negen keer tegen elkaar. De eerste ontmoeting was een vriendschappelijke wedstrijd op 31 januari 1982 in Dakar. Het laatste duel, eveneens een vriendschappelijke wedstrijd, vond plaats in Amiens (Frankrijk) op 26 maart 2024.

## Wedstrijden
| № | Plaats      | Datum           | Competitie                   | Wedstrijd       | Uitslag |
| - | ----------- | --------------- | ---------------------------- | --------------- | ------- |
| 1 | Dakar       | 31 januari 1982 | Vriendschappelijk            | Senegal − Benin | 1 − 0   |
| 2 | Cotonou     | 9 april 2000    | WK 2002 kwalificatie         | Benin − Senegal | 1 − 1   |
| 3 | Dakar       | 23 april 2000   | WK 2002 kwalificatie         | Senegal − Benin | 1 − 0   |
| 4 | Rouen       | 7 februari 2007 | Vriendschappelijk            | Benin − Senegal | 1 − 2   |
| 5 | Ouagadougou | 16 januari 2008 | Vriendschappelijk            | Benin − Senegal | 1 − 2   |
| 6 | Caïro       | 10 juli 2019    | Afrika Cup 2019              | Senegal − Benin | 1 − 0   |
| 7 | Diamniadio  | 4 juni 2022     | Afrika Cup 2023 kwalificatie | Senegal − Benin | 3 − 1   |
| 8 | Cotonou     | 17 juni 2023    | Afrika Cup 2023 kwalificatie | Benin − Senegal | 1 − 1   |
| 9 | Amiens      | 26 maart 2024   | Vriendschappelijk            | Senegal − Benin | 1 − 0   |

## Samenvatting
| Competitie              | Totaal gespeeld | Winst Benin | Gelijk | Winst Senegal | Doelsaldo Benin – Senegal |
| ----------------------- | --------------- | ----------- | ------ | ------------- | ------------------------- |
| WK-kwalificatie         | 2               | 0           | 1      | 1             | 1 − 2                     |
| Afrika Cup              | 1               | 0           | 0      | 1             | 0 − 1                     |
| Afrika Cup-kwalificatie | 2               | 0           | 1      | 1             | 2 − 4                     |
| Vriendschappelijk       | 4               | 0           | 0      | 4             | 2 − 6                     |
| Totaal                  | 9               | 0           | 2      | 7             | 5 − 13                    |

Wedstrijden bepaald door strafschoppen worden, in lijn met de FIFA, als een gelijkspel gerekend.

## Details

### Vijfde ontmoeting
| Vriendschappelijk (Ouagadougou, Burkina Fasso, 16 januari 2008): |       |                                      |
| Benin                                                            | 1 – 2 | Senegal                              |
| Jonas Oketola 44'                                                | goals | 13' Frédéric Mendy 82' Babacar Gueye |